# انزلاق (طيران)

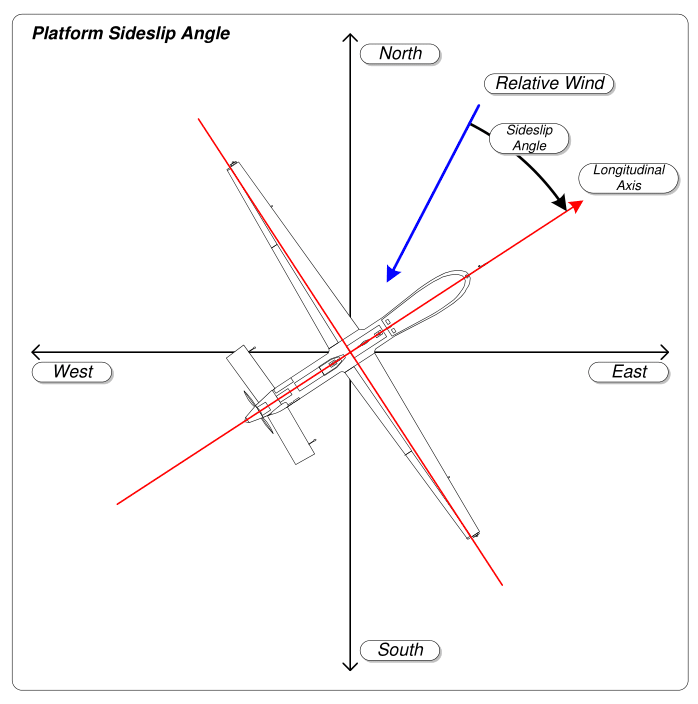
زاوية زاوية الانزلاق الجانبي

الانزلاق أو انزلاق جانبي (slip) هو حالة ديناميكية هوائية حيث تتحرك الطائرة بشكل جانبي إلى حد ما وكذلك للأمام بالنسبة لتدفق الهواء القادم أو الرياح النسبية. بمعنى آخر، بالنسبة للطائرة التقليدية، سوف يشير الأنف في الاتجاه المعاكس لضفة الجناح (الأجنحة). الطائرة ليست في رحلة منسقة وبالتالي فهي تحلق بشكل غير فعال.

## خلفية
الطيران في الانزلاق غير فعال من الناحية الديناميكية الهوائية، حيث يتم تقليل نسبة الرفع إلى السحب. المزيد من السحب يستهلك طاقة ولكن لا ينتج عنه رفع. غالبًا ما يدخل الطيارون عديمي الخبرة أو غير المهتمين في الانزلاق عن غير قصد أثناء المنعطفات عن طريق الفشل في تنسيق الطائرة مع الدفة. يمكن للطائرات الدخول بسهولة في زلة الصعود من الإقلاع في يوم عاصف. إذا تركت دون رادع، فسوف يتأثر أداء الصعود. هذا أمر خطير بشكل خاص إذا كانت هناك عوائق قريبة تحت مسار التسلق والطائرة منخفضة القوة أو محملة بشكل كبير.
يمكن أن يكون الانزلاق أيضًا مناورة تجريبية حيث يدخل الطيار عمداً نوعًا واحدًا من الانزلاق أو آخر. تعد الانزلاقات مفيدة بشكل خاص في أداء هبوط قصير في الحقل فوق عقبة (مثل الأشجار أو خطوط الكهرباء)، أو لتجنب عقبة (مثل شجرة واحدة على الخط المركزي الممتد للمدرج)، ويمكن ممارستها كجزء من إجراءات الهبوط الاضطراري. تُستخدم هذه الطرق أيضًا بشكل شائع عند الطيران إلى مهابط الطائرات في المزرعة أو مهابط الطائرات الريفية حيث يكون مدرج الهبوط قصيرًا. يحتاج الطيارون إلى الهبوط مع بقاء مدرج فسيح للإبطاء والتوقف.
هناك مواقف شائعة حيث قد يدخل الطيار عن عمد في الانزلاق باستخدام مدخلات الدفة والجنيح المعاكسة، والأكثر شيوعًا في أقتراب الهبوط عند طاقة منخفضة.
بدون القلابات أو مثبطات الرفع، من الصعب زيادة انحدار الانزلاق دون إضافة سرعة كبيرة. هذه السرعة الزائدة يمكن أن تتسبب في تحليق الطائرة في تأثير الأرض لفترة طويلة، وربما نفاد المدرج. في الانزلاق الأمامي، يتم إنشاء المزيد من السحب، مما يسمح للطيار بتبديد الارتفاع دون زيادة السرعة الجوية، مما يؤدي إلى زيادة زاوية الانحدار (منحدر الانزلاق). تعتبر الانزلاقات الأمامية مفيدة بشكل خاص عند تشغيل طائرات التدريب أو الطائرات البهلوانية قبل الخمسينيات من القرن الماضي مثل بيتس سبيشل أو أي طائرة ذات قلابات أو مثبطات رفع.
في كثير من الأحيان، إذا تم إيقاف الطائرة في الانزلاق، فإنها تظهر القليل جدًا من الميل إلى الانحراف الذي يتسبب في تطور انهيار الانزلاق إلى دوران. قد تفعل الطائرة المماطلة في الانزلاق أكثر من مجرد تميل إلى التدحرج إلى موقف على مستوى الأجنحة. في الواقع، قد يتم تحسين خصائص المماطلة في بعض الطائرات.

## الانزلاق إلى الأمام مقابل الانزلاق الجانبي
من الناحية الديناميكية الهوائية، تكون هذه العناصر متطابقة بمجرد إنشائها، ولكن يتم إدخالها لأسباب مختلفة وستنشئ مسارات وعناوين أرضية مختلفة مقارنة بتلك التي كانت موجودة قبل الدخول. يُستخدم الانزلاق الأمامي لزيادة انحدار الاقتراب (تقليل الارتفاع) دون الحصول على سرعة جوية كبيرة، والاستفادة من السحب المتزايد. يقوم الانزلاق الجانبي بتحريك الطائرة بشكل جانبي (غالبًا، فقط فيما يتعلق بالرياح) حيث يكون تنفيذ الانعطاف غير مرغوب فيه، ويعتبر السحب منتجًا ثانويًا. يحب معظم الطيارين الدخول في الانزلاق الجانبي قبل الاشتعال أو الهبوط أثناء هبوط الرياح المتقاطعة.

### الانزلاق إلى الأمام
يغير الانزلاق الأمامي اتجاه الطائرة بعيدًا عن الجناح السفلي، مع الاحتفاظ بالمسار الأصلي (مسار الرحلة فوق الأرض) للطائرة.
لتنفيذ انزلاق أمامي، تقوم البنوك التجريبية بالهبوط وتطبق دفة معاكسة (على سبيل المثال، الجنيح الأيمن + الدفة اليسرى) من أجل الاستمرار في التحرك نحو الهدف. إذا كنت أنت الهدف، فسترى أنف الطائرة من جانب واحد، والجناح إلى الجانب الآخر ويميل لأسفل نحوك. يجب أن يتأكد الطيار من أن مقدمة الطائرة منخفضة بدرجة كافية للحفاظ على سرعة الطيران. ومع ذلك، يجب مراعاة حدود سرعة هيكل الطائرة مثل (V A) و (V FE).
يكون الانزلاق الأمامي مفيدًا عندما يقوم الطيار بالإعداد لمقاربة هبوط بارتفاع مفرط أو يجب أن ينزل بشكل حاد إلى ما وراء خط الشجرة للمس بالقرب من عتبة المدرج. بافتراض أن الطائرة مصطفة بشكل صحيح للمدرج، فإن الانزلاق الأمامي سيسمح بالحفاظ على مسار الطائرة أثناء الانحدار دون إضافة سرعة جوية مفرطة. نظرًا لعدم محاذاة الوجهة مع المدرج، يجب إزالة الانزلاق الأمامي قبل الهبوط لتجنب التحميل الجانبي المفرط على جهاز الهبوط، وفي حالة وجود رياح متقاطعة، فقد يكون الانزلاق الجانبي المناسب ضروريًا عند الهبوط كما هو موضح أدناه.

### انزلاق جانبي
يستخدم الانزلاق الجانبي (sideslip) أيضًا الجنيح والدفة المعاكسة. في هذه الحالة، يتم إدخالها عن طريق خفض أحد الأجنحة وتطبيق دفة معاكسة كافية تمامًا بحيث لا تنعطف الطائرة (مع الحفاظ على نفس الاتجاه)، مع الحفاظ على سرعة جوية آمنة مع الميل أو القوة. مقارنةً بالانزلاق الأمامي، يتم استخدام دفة أقل: يكفي فقط لإيقاف التغيير في الوجهة.
في حالة الانزلاق الجانبي، يظل المحور الطولي للطائرة موازيًا لمسار الرحلة الأصلي، لكن الطائرة لم تعد تطير على طول هذا المسار. يُوَجَّه المكون الأفقي للرفع نحو الجناح السفلي، مما يؤدي إلى سحب الطائرة جانبياً. هذا هو سيناريو الهواء الساكن أو الرياح المعاكسة أو الرياح الخلفية. في حالة الرياح المستعرضة، يتم إنزال الجناح في اتجاه الريح، بحيث تطير الطائرة في المسار الأصلي. هذه هي تقنية أقتراب الانزلاق الجانبي التي يستخدمها العديد من الطيارين في ظروف الرياح المتقاطعة (الانزلاق الجانبي دون الانزلاق). الطريقة الأخرى للحفاظ على المسار المطلوب هي تقنية السلطعون: يُحَافَظُ على الأجنحة مستوية، ولكن الأنف موجه (جزئيًا) في اتجاه الريح المتقاطعة، والانجراف الناتج يبقي الطائرة على المسار الصحيح.
يمكن استخدام الانزلاق الجانبي حصريًا للبقاء مصطفًا مع خط الوسط للمدرج أثناء الاقتراب في الرياح المتقاطعة أو استخدامه في اللحظات الأخيرة من هبوط الرياح المتقاطعة. لبدء الانزلاق الجانبي، يقوم الطيار بتدوير الطائرة في اتجاه الريح للحفاظ على موقع خط الوسط للمدرج مع الحفاظ على الاتجاه على خط المنتصف باستخدام الدفة. يتسبب الانزلاق الجانبي في هبوط أحد معدات الهبوط الرئيسية أولاً، يليه الترس الثاني الرئيسي. يسمح هذا للعجلات بمحاذاة المسار باستمرار، وبالتالي تجنب أي حمل جانبي عند اللمس.
طريقة الانزلاق الجانبي للهبوط المتقاطع ليست مناسبة للطائرات طويلة الأجنحة وذات الجلوس المنخفض مثل الطائرات الشراعية، حيث يتم الاحتفاظ بزاوية السلطعون (تتجه نحو الريح) حتى لحظة قبل الهبوط.
توصي شركة إيرباص المصنعة للطائرات باتباع أقتراب الانزلاق الجانبي فقط في ظروف الرياح المتقاطعة المنخفضة.

#### زاوية الانزلاق الجانبي
زاوية الانزلاق الجانبي، وتسمى أيضًا زاوية الانزلاق الجانبي (AOS، AoS، {\displaystyle \beta }، الحرف اليوناني بيتا)، هو مصطلح يستخدم في ديناميكيات السوائل والديناميكا الهوائية والطيران.يتعلق بتناوب خط الوسط للطائرة من الريح النسبية.في ديناميات الطيران، يتم إعطاء تدوين الاختصار {\displaystyle \beta } (بيتا) وعادة ما يتم تعيينه على أنه «موجب» عندما تأتي الرياح النسبية من يمين مقدمة الطائرة. زاوية الانزلاق الجانبي {\displaystyle \beta } هي في الأساس زاوية اتجاه هجوم الطائرة. إنها المعلمة الأساسية في اعتبارات الاستقرار الاتجاهي.
في ديناميكيات السيارة، تُعرَّف زاوية الانزلاق الجانبي بأنها الزاوية التي يصنعها متجه السرعة إلى المحور الطولي للمركبة في مركز الجاذبية في إطار لحظي. مع زيادة التسارع الجانبي أثناء الانعطاف، تقل زاوية الانزلاق الجانبي. وبالتالي عند المنعطفات عالية السرعة ونصف قطر الدوران الصغير، يكون هناك تسارع جانبي مرتفع و {\displaystyle \beta } يمكن أن تكون قيمة سالبة.

## استخدامات أخرى للانزلاق
هناك ظروف أخرى متخصصة حيث يمكن أن تكون الانزلاقات مفيدة في مجال الطيران. على سبيل المثال، أثناء التصوير الجوي، يمكن أن يؤدي الانزلاق إلى خفض جانب واحد من الطائرة للسماح بالتقاط الصور الأرضية من خلال نافذة جانبية. سيستخدم الطيارون أيضًا منزلقًا للهبوط في ظروف الجليد إذا تم تجميد الزجاج الأمامي بالكامل - عن طريق الهبوط بشكل جانبي قليلاً، يكون الطيار قادرًا على رؤية المدرج من خلال النافذة الجانبية للطائرة. تلعب الزلات أيضًا دورًا في الألعاب البهلوانية والقتال الجوي.

## كيف تؤثر الانزلاق على الرحلة
عندما يتم وضع الطائرة في انزلاق أمامي دون أي تغييرات أخرى في دواسة الوقود أو الرافع، سيلاحظ الطيار زيادة معدل الهبوط (أو انخفاض معدل الصعود). عادة ما يكون هذا بسبب زيادة السحب على جسم الطائرة. يكون تدفق الهواء فوق جسم الطائرة بزاوية جانبية، مما يؤدي إلى زيادة المساحة الأمامية النسبية، مما يزيد من قوة السحب.

## روابط خارجية
- فيديو زلة من الكاميرا مُثبَّتة على معدات الهبوط
- FAA Airplane Flying Handbook الفصول 7-9

قالب:Aerobatics